# Great Miami River
Der Great Miami River (auch Miami River genannt) ist ein rechter Nebenfluss des Ohio River, ungefähr 257 km lang, im Südwesten von Ohio (USA).
Er wurde nach dem Volksstamm der Miami benannt, die hier bis zur Landnahme durch weiße Siedler lebten. Die Region rund um den Great Miami River ist als Miami Valley bekannt.
Der Fluss beginnt am Indian Lake in Logan County, ungefähr 24 km südwestlich von Lima. Er fließt südlich und südwestlich, nach Sidney in den Loramie Creek im nördlichen Miami County. Danach fließt er südlich nach Piqua und Troy, durch Dayton, wo er mit den Flüssen Stillwater River, Mad River und Wolf Creek zusammenfließt. Von Dayton fließt er südwestlich bis Middletown und Hamilton im südwestlichen Ohio. In Hamilton County fließt er mit dem Whitewater River ungefähr 8 km von dessen Mündung in den Ohio, ungefähr 24 km westlich von Cincinnati.
Der Miami and Erie Canal wurde in den 1830er Jahren gebaut und verbindet ihn mit dem Eriesee und diente bis in die 1850er Jahre als Haupttransportweg im westlichen Ohio.
Nach einer großen Überschwemmung im März 1913 (Great Dayton Flood) wurde 1914 das Miami Conservancy District gegründet, um den Flusslauf zu regulieren und kontrollieren.